# Ashley Morris
 (mai 2017).
Pour les articles homonymes, voir Morris.
Ashley Morris (né le 31 juillet 1984) est un footballeur gallois. Il joue pour le club de Bala Town  qui évolue en Welsh Premier League.

## Palmarès
Llanelli AFC
- Coupe du pays de Galles
  - Vainqueur : 2011

Bala Town
- Coupe du pays de Galles
  - Vainqueur : 2017